# Diensdorf-Radlow
Diensdorf-Radlow è un comune di 580 abitanti del Brandeburgo, in Germania.

Appartiene al circondario dell'Oder-Sprea ed è parte della comunità amministrativa dello Scharmützelsee.

## Geografia antropica

### Suddivisioni amministrative
Il territorio comunale comprende 2 centri abitati (Ortsteil):
- Diensdorf
- Radlow